# Chandelle standard
Une chandelle standard est un objet astronomique qui a une luminosité connue. Plusieurs méthodes importantes permettant de déterminer les distances en astronomie extragalactique et en cosmologie sont basées sur des chandelles standard.
En comparant la luminosité connue (ou sa grandeur logarithmique dérivée, la magnitude absolue) et la luminosité observée (ou sa magnitude apparente) d'une chandelle standard, il est possible de calculer sa distance à l'aide de la formule du module de distance :
{\displaystyle 5\log _{10}{\frac {D}{\mathrm {10\,pc} }}=m-M,}
où {\displaystyle D} est la distance exprimée en parsec, {\displaystyle m} est la magnitude apparente et {\displaystyle M} la magnitude absolue.

## Nature des chandelles standard

### Domaine optique
Dans le domaine optique, les chandelles standard principalement utilisées sont :
- les variables de type RR Lyrae, des géantes rouges utilisées essentiellement pour mesurer des distances dans la Voie lactée et les amas globulaires proches ;
- les céphéides, le choix préféré en astronomie extragalactique, permettant d'atteindre des distances jusqu'à 20 Mpc ;
- les supernovas de type Ia qui ont une magnitude absolue très bien déterminée comme une fonction empirique de la forme de leur courbe de lumière et qui sont très utiles pour déterminer les distances à des échelles extragalactiques.

### Rayons X
En astronomie galactique, les sursauteurs X (des explosions thermonucléaires à la surface d'une étoile à neutrons, souvent désignés par l'anglais X-ray bursters) sont utilisés comme chandelles standard. Les observations des sursauts X montrent parfois un spectre des rayons X indiquant une extension du rayon de l'étoile. Ainsi le flux de rayons X au maximum du réseau doit correspondre à la luminosité d'Eddington, qui peut être calculé une fois que la masse de l'étoile à neutrons est connue (habituellement, on l'estime à 1,5 masse solaire). Cette méthode permet de déterminer la distance de certaines binaires de faible masse émettant des rayonnements X, qui sont peu lumineuses dans la lumière visible, rendant la mesure de leur distance très difficile.

### Infrarouge
La luminosité infrarouge des étoiles basculant de la branche des géantes rouges vers la branche horizontale est relativement indépendante de leur masse et de leur métallicité, ce qui fait des étoiles du sommet de la branche des géantes rouges de potentielles chandelles standard, applicables aussi bien aux amas globulaires qu'aux galaxies de toutes sortes.
En 2019, cette méthode donne pour la constante de Hubble H0 une valeur intermédiaire entre celles déduites du fond diffus cosmologique et celles données par les supernovas de type Ia, mais avec une précision insuffisante. La mise en service du télescope spatial James-Webb devrait réduire suffisamment les incertitudes pour que les nouvelles mesures permettent de confirmer ou d'infirmer la tension sur H0.

## Fiabilité
Le principal problème soulevé avec les chandelles standards est la question, récurrente, de leur réel caractère standard et donc de leur fiabilité. Par exemple, toutes les observations semblent indiquer que les supernovas de type Ia qui sont à une distance connues ont la même luminosité (corrigée par la forme de la courbe lumineuse). Néanmoins, on ne sait pas pourquoi elles devraient avoir la même luminosité et la possibilité que les supernovas de type Ia distantes aient des propriétés différentes ne peut être exclue.

### Cas des céphéides
Cette question n'est pas que philosophique, comme on peut le voir en étudiant l'histoire des mesures de distances utilisant les céphéides. Dans les années 1950, Walter Baade découvrit que les céphéides proches utilisées pour calibrer les chandelles standard étaient d'un type différent de celui utilisé pour mesurer les galaxies proches. Les céphéides proches faisaient partie des étoiles de population I qui sont beaucoup plus riches en métaux que les céphéides distantes, faisant partie de la population II. Cela eut comme conséquence que les étoiles distantes étaient plus lumineuses que ce qui était cru jusqu'alors et les distances admises des amas globulaires, des galaxies proches et le diamètre de la Voie lactée furent soudainement doublées.